# Luchtonafhankelijke aandrijving
Luchtonafhankelijke aandrijving (Engels: Air Independent Propulsion) is een methode waarbij onderzeeboten ook zonder direct contact met de atmosfeer aangedreven kunnen worden.
Conventionele onderzeeërs worden aangedreven door dieselmotoren. Als ze onder water willen varen moeten ze overschakelen op elektrische voortstuwing. Dit gebeurt vaak door een grote accu op te laden wanneer men aan de oppervlakte vaart en deze te gebruiken wanneer men onder water wil varen. De gebruiksduur van deze accu's is beperkt. Het eerste type onderzeeboot dat geen lucht nodig had, was de kernonderzeeër, die gebruikmaakt van kernenergie.
Er zijn verschillende niet-nucleaire systemen beschikbaar waarbij geen lucht nodig is:

## Brandstofcellen

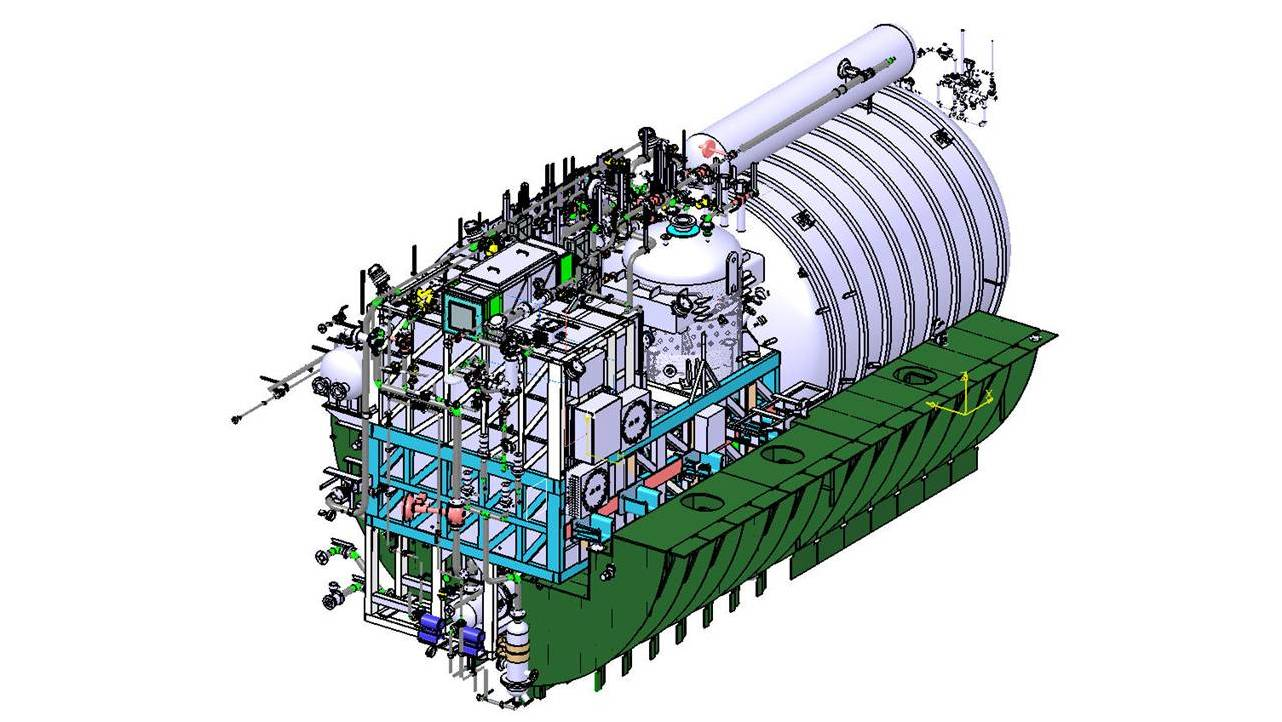
Brandstofcellen voor de Kalvari-klasse

Het gebruik van op waterstof gebaseerde brandstofcellen is de bekendste manier om de gewone batterijen op onderzeeërs te vervangen. Ze kunnen veel meer energie leveren dan gewone accu's en dat bovendien langer volhouden. Met dit systeem kunnen onderzeeërs tot meer dan een maand onder water varen. Siemens ontwikkelt brandstofcellen voor verscheidene marines in Europa. Ze worden als module geleverd die zowel in nieuwe als in oude onderzeeërs gebruikt kan worden. Bij oude onderzeeërs moet meestal de romp in tweeën worden gesneden om de module ertussen te plaatsen.
Ten opzichte van andere systemen hebben brandstofcellen het voordeel dat ze geruisloos zijn. Ook de warmteontwikkeling is minimaal. De twee reactanten, waterstof en zuurstof, zijn niet vervuilend voor de omgeving en er is weinig onderhoudswerk nodig. Het enige afvalproduct is zuiver water, dat ongemerkt geloosd kan worden.
Uit veiligheidsoverwegingen wordt het waterstofgas opgeslagen buiten de druktank van de onderzeeër.

## Gesloten circuit dieselmotor
Gesloten circuit dieselmotoren werken als de onderzeeër boven water is maar ook wanneer hij ondergedoken is. De zuurstof die de motor nodig heeft, wordt verkregen uit vloeibare zuurstof die is opgeslagen in de onderzeeër. Er ontstaan wel uitlaatgassen die op de een of andere manier geloosd moeten worden.

## Gesloten circuit stoomturbines
De Franse marine gebruikt haar eigen systeem, MESMA genaamd. Het systeem werkt zoals nucleaire aandrijving, maar dan met niet-nucleaire componenten. Het basisprincipe is hetzelfde: men wekt stoom op, om zo een stoomturbine aan te drijven die op haar beurt elektrische stroom genereert.

## Stirlingcyclusmotoren

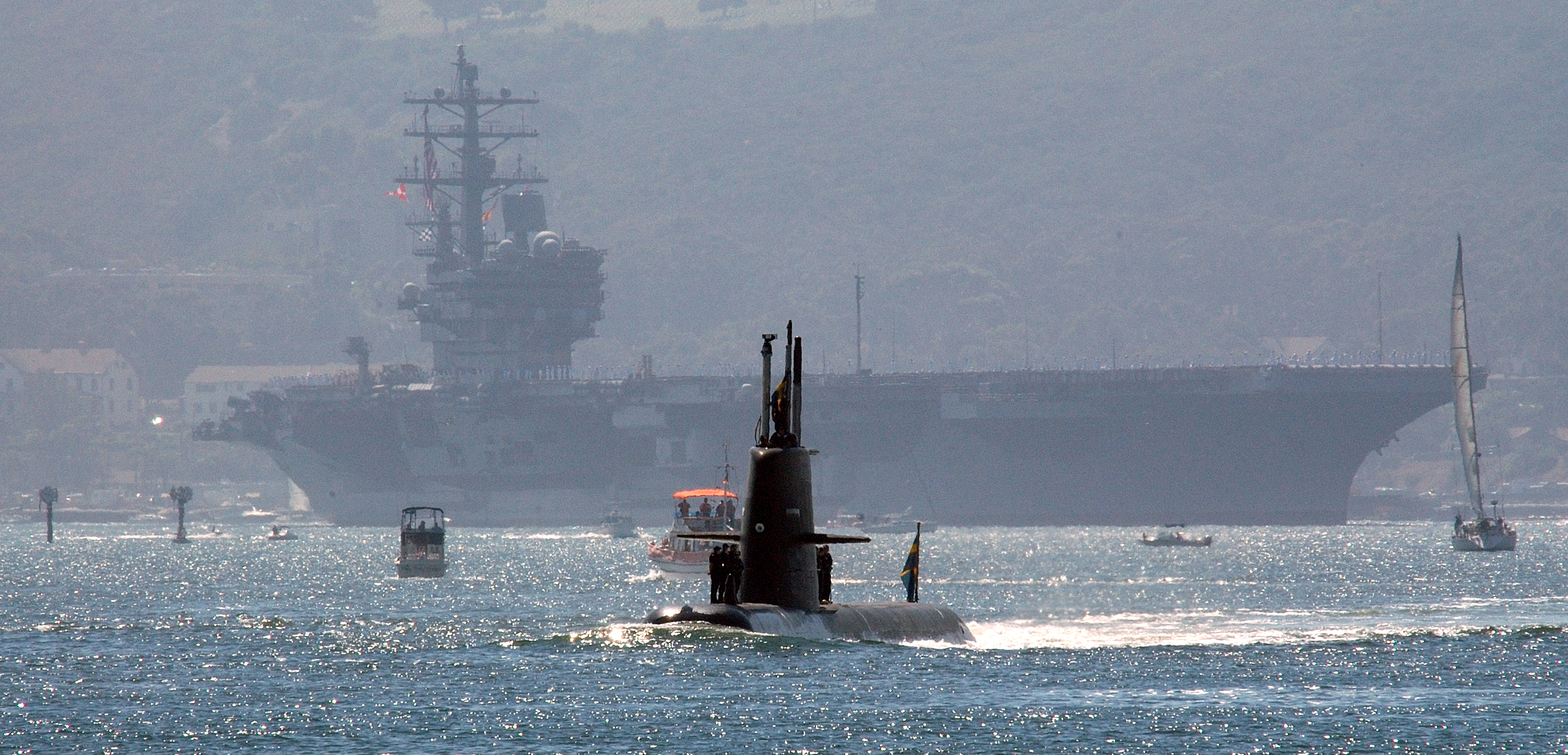
HMS Gotland

Dit systeem, gebaseerd op de stirlingcyclus, wordt voornamelijk door de Zweedse marine gebruikt. Het is een generator die draait op vloeibare zuurstof en gewone brandstof.